# Campos Salles
Campos Salles es una localidad perteneciente al partido de San Nicolás, en el extremo norte de la provincia de Buenos Aires (Argentina).
Ubicada geográficamente a 9 km al norte de General Rojo y casi vecina de Villa Esperanza ―creada en 1978 cuando la dictadura cívico-militar argentina (1976-1983) trasladó a la fuerza a todos los habitantes de la villa miseria denominada Villa Pulmón, de San Nicolás, para construir la iglesia de la Virgen del Rosario de San Nicolás).
El pueblo lleva el nombre del presidente de Brasil, Manuel Ferraz de Campos Sales (1841-1913), que en 1900 visitó la Argentina.

## Club Atlético Campos Salles
Club fundado el 18 de abril de 1946 en el almacén Barbotti, sito en la calle actualmente llamada Juan Manuel de Rosas, núm. 1414, en Campos Salles.
Fue campeón en dos oportunidades en la liga nicoleña.

### Historia del club
El club participó activamente en los torneos de la liga independiente que entonces reunía a los clubes de pueblo a la largo de la ruta 188 y otras localidades cercanas a Pergamino y Ramallo.
Después vino la asociación con el club Teatro donde Campos Salles llegó a la gloria de ser campeón nicoleño y participó del torneo regional. La última etapa de gloria cuando ascendió a primera división de la liga nicoleña como Campos Salles (1991), el club tuvo grandes constructores, Barbotti, Lago, y el querido negro Figueredo.

## Geografía

### Población
Se la considera parte de la ciudad de San Nicolás de los Arroyos.
Incluye los barrios
Autopista,
Chimpay,
Cumehué,
Cumelén y
Sandrina. 
La población de Campos Salles era de 1093 habitantes (Indec, 2001).
El aglomerado urbano Gran San Nicolás de los Arroyos tiene 133 602 habitantes (Indec, 2010).

### Sismicidad
En la región se encuentran la subfalla del río Paraná, la subfalla del Río de la Plata, y la falla de Punta del Este, con sismicidad baja. El último terremoto (terremoto del Río de la Plata de 1888) se produjo el 5 de junio de 1888 (hace 136 años), a las 3:20 hora local (UTC –3), con una magnitud aproximadamente de 4,5 en la escala de Richter.
La defensa civil municipal debe advertir sobre escuchar y obedecer acerca de que esta es un área de
- tormentas graves, poco periódicas, con alerta meteorológico
- baja sismicidad, con silencio sísmico de 136 años